# ネッツトヨタ兵庫
ネッツトヨタ兵庫株式会社（ネッツトヨタひょうご）は、兵庫県神戸市中央区に本社を置くトヨタ自動車のディーラー（ネッツ店）である。

## 概要
- 1968年（昭和43年）に「トヨタオート兵庫」として設立。
- 新車・輸入車・U-Car販売を行っており、県内に25店舗、5事業所を展開している。

## 拠点
- ハーバーランド店（本社）
- 長田鷹取店
- 名谷店
- 垂水多聞店
- 西神中央店
- 明石店
- 大久保店
- 加古川別府店
- 加古川野口店
- 高砂店
- 姫路花田店
- 姫路今宿店
- 広畑高浜店
- 太子店
- 相生店
- 福崎店
- 和田山店
- 豊岡店
- 洲本店
- 明石U-car
- 大久保U-Car
- 加古川U-Car
- 手柄山U-Car
- 広畑U-Car
- 豊岡U-car
- Volkswagen姫路
- Volkswagen神戸西
- Volkswagen垂水
- Volkswagen宝塚

## 関連会社
- シュテルン神戸西（メルセデス・ベンツ）
- フェラン神戸（プジョー・シトロエン）
- トヨタレンタリース神戸
- 神戸トヨペット
- 鳥取トヨペット